# تشارلز تي هايند
تشارلز تي هايند (بالإنجليزية: Charles T. Hinde)‏ هو رائد أعمال وصاحب مطعم أمريكي، ولد في 12 يوليو 1832 في يوربانا في الولايات المتحدة، وتوفي في 10 فبراير 1915 في كورونادو في الولايات المتحدة.